# Friedrich Immanuel
Friedrich Immanuel, född 1857, död 1939, var en tysk militär och författare.
Immanuel blev officer vid infanteriet 1879, generalstabsofficer 1904, major 1905, överste 1915 och erhöll avsked 1919. Immanuel, som under några år tjänstgjorde som lärare vid krigsakademin och under första världskriget som regementschef, utövade en flitig verksamhet som militär författare. Han var bland annat utgivare av Handbuch der Taktik (2 band, 1905), Der russisch-japanische Krieg (1906), Kriegmässige Ausbildung (1911), Der Balkankrieg 1912 (1914), Der Wille zum Sieg (1914), Siege und Niederlagen im Weltkriege (1919), Der Weltkrieg 1914-1918 (1920) och Der grosse Zukunftskrieg - keine Phantasie (1932).